# Underkastelse (BDSM)
| Underkastelse |
| --- |
| Le Rêve d’un flagellant av Georges Topher, med en påklädd man i rollen som dominant och en avklädd kvinna som undergiven. - Betydelse – underordning under sexuell samvaro - Frekvens – ingår i mångas sexuella fantasier - Relaterade begrepp – sexuell dominans, switch, undergiven |

Underkastelse eller undergivenhet (engelska: submission) är en del i BDSM. Den är helt frivillig och sker alltid till en eller flera dominanta personer som helt eller delvis bestämmer över den undergivne.

## Varianter
Underkastelse finns i flera olika former beroende på vad man har kommit överens om. I sin mest utvecklade form sker den 24/7 (dygnet runt, sju dagar i veckan), där en är härskare, Dom, och en är undergiven, sub. En undergiven kan även skriva under ett kontrakt där han/hon överlämnar sig själv till den dominanta och blir dennes slav. Detta kontrakt är inte bindande enligt några lagar. Förutom rent sexuella aktiviteter kan hushållsarbete ingå i spelet som en del av den undergivnes uppgifter.
Det finns även par som lever ett normalt familjeliv förutom när de spelar dominanta/undergivna roller i sitt sexliv. Därtill finns det undergivna som tänder på att återgå till barnstadiet. Den dominanta antar då en föräldraroll till den undergivna som ofta låtsas att han eller hon är ett spädbarn som den dominante vårdar. Dessa lekar kan till exempel vara populära bland blöjfetischister. Det finns även undergivna som tänder på att den dominanta köper varor och tjänster för den undergivnes pengar. Dessa personer benämns Moneyslaves.
BDSM är ett rollspel där det är viktigt att kunna gå in i sin karaktär. För att kunna skilja på vad som är en del av rollspelet och vad som är deltagarnas riktiga åsikter så använder man ett så kallat stoppord. Det bestäms i förväg och när någon av deltagarna yttrar ordet så avbryts BDSM-sexet utan några frågor. 

## Utbredning
Sannolikt har de flesta människor har fantasier omkring över- eller underordning i sexuella sammanhang. En anonym enkätundersökning i Kanada (2014, organiserad av Université de Montréal) meddelade att sexuell underordning – i fantasin eller även i praktiken – lockar 65 procent kvinnor respektive 53 procent av män. Undersökningen samlade drygt 1500 vuxna och genomfördes via Internet. Medelåldern bland respondenterna var 30 år, och 85 procent deklarade att de var heterosexuella.
Ovanstående undersökning angav att 52 procent av kvinnorna fantiserade om att bli bundna, 36 procent om att bli piskade och 29 procent om att tvingas till sex. Knappt 40 procent av män fantiserade om att bli piskade, och att tvingas till sex fanns bland fantasierna hos 31 procent av de tillfrågade männen. Undersökningen meddelade att intresset för att både dominera och bli dominerad var mycket vanlig (inom BDSM-språk kallat för switch).

## Underkastelse i medierna
BDSM-relaterade maktförskjutningar lockar ofta till sensationslystna skriverier i olika massmedier. Bland annat påstås ofta att det är vanligt att de personer som besöker prostituerade för att bli dominerade har mycket makt på sina jobb. Huruvida detta är en myt eller inte är svårt att avgöra. Klart är dock att underkastelse inom BDSM är något helt annat än misshandel eller våldtäkt; underkastelsen är självvald och en del i ett sexuellt rollspel.
Tankar omkring BDSM-relaterade aktiviteter har fått vid spridning med hjälp av Femtio nyanser…-böckerna och -filmerna. Det är dock många som fantiserar om underkastelse utan att vilja genomföra det i praktiken, tillsammans med någon annan.